# Nova Russas (kommun)
Nova Russas är en kommun i Brasilien.   Den ligger i delstaten Ceará, i den östra delen av landet, 1 500 km nordost om huvudstaden Brasília. Antalet invånare är 30 977.
Följande samhällen finns i Nova Russas:
- Nova Russas

Omgivningarna runt Nova Russas är huvudsakligen savann. Runt Nova Russas är det ganska tätbefolkat, med 75 invånare per kvadratkilometer.